# Investiture de Jacques Chirac
L'investiture de Jacques Chirac de 1995 désigne l'ensemble des évènements relatifs à la passation des pouvoirs entre François Mitterrand et Jacques Chirac à l'issue de l'élection présidentielle française de 1995. Elle marque le début de la présidence de Jacques Chirac (1995-2002).

## Contexte
Durant le dernier mois de sa présidence, François Mitterrand prépare son déménagement du palais de l'Élysée et fait envoyer son mobilier chez lui, afin que la préparation du palais pour son successeur soit achevée le plus tôt possible. Maurice Benassayag est chargé d'organiser la passation de pouvoirs du côté du président sortant, avec Jacques Pilhan comme interlocuteur du côté du président nouvellement élu. La semaine précédant la cérémonie, il fait visiter les lieux aux futurs membres du cabinet présidentiel. Hubert Védrine est en contact régulier avec Dominique de Villepin, son successeur au poste de secrétaire général de l’Élysée, dans les dix jours qui précèdent la passation.
Le jour même, Hubert Védrine et Anne Lauvergeon assistent aux dernières minutes du pouvoir avant la passation. Jean d'Ormesson demande à être la dernière personne que le président rencontre avant de quitter le pouvoir, ce qui est accepté.

## Cérémonie

### Arrivée au palais de l’Élysée et entretien avec le président sortant
La cérémonie se déroule le 17 mai 1995. François Mitterrand a préalablement fait réaménager le bureau du président de la République avec le mobilier Louis XV qui l'ornait du temps du général de Gaulle. Jacques Chirac arrive au palais de l’Élysée vers 11h, et est introduit dans le bureau présidentiel. L'entretien dure environ une heure.
François Mitterrand transmet à Jacques Chirac des informations confidentielles sur des négociations internationales en cours. Il demande au président de proposer un poste à deux de ses anciens collaborateurs.
Le président sortant demande au président élu de protéger les canards colverts qu’il a fait introduire dans le parc de l'Élysée quelques années auparavant, craignant que le labrador de Chirac ne les mange. Le président élu promet d'y faire attention, mais les palmipèdes mourront quelques mois plus tard.

### Départ du président sortant
François Mitterrand est raccompagné en voiture vers le siège du Parti socialiste, rue de Solférino, où des militants du parti l'attendent pour l'acclamer. Les socialistes lui offrent une automobile, qu'il refuse. Il est ensuite conduit à sa maison de la rue de Bièvre. 